# Ready an' Willing
Ready an' Willing je třetí studiové album anglické rockové skupiny Whitesnake. Vydáno bylo 31. května roku 1980 a jeho producentem byl Martin Birch. Nahráno bylo mezi prosincem 1979 a únorem 1980 v různých studiích. Deska obsahuje mj. píseň „Blindman“, kterou zpěvák kapely David Coverdale vydal již v roce 1977 na svém sólovém albu White Snake. Deska se umístila na šesté příčce britské hitparády (UK Albums Chart) a na 90. v hitparádě americké (Billboard 200).

## Seznam skladeb
1. Fool for Your Loving (David Coverdale, Micky Moody, Bernie Marsden) – 4:17
2. Sweet Talker (Coverdale, Marsden) – 3:38
3. Ready an' Willing (Coverdale, Moody, Neil Murray, Jon Lord, Ian Paice) – 3:44
4. Carry Your Load (Coverdale) – 4:06
5. Blindman (Coverdale) – 5:09
6. Ain't Gonna Cry No More (Coverdale, Moody) – 5:52
7. Love Man (Coverdale) – 5:04
8. Black and Blue (Coverdale, Moody) – 4:06
9. She's a Woman (Coverdale, Marsden) – 4:07

## Obsazení
- David Coverdale – zpěv, doprovodné vokály
- Micky Moody – kytara, doprovodné vokály
- Bernie Marsden – kytara, doprovodné vokály
- Jon Lord – klávesy
- Neil Murray – baskytara
- Ian Paice – bicí